# Cabinet
Cabinet (CAB) – format archiwizacji danych, pierwotnie wykorzystywany w systemie operacyjnym Microsoft Windows. Umożliwia kompresję danych oraz elektroniczne podpisanie archiwum. Jest używany w różnych instalatorach Microsoftu: Setup API, Device Installer, AdvPack (do instalacji formantów ActiveX z Internet Explorera) oraz Windows Installer.
Format CAB zezwala na trzy metody kompresji danych:
- Deflate stworzony przez Phila Katza, autora formatu ZIP;
- Quantum;
- LZX stworzony przez Jonathana Forbesa i Tomiego Poutanena, podarowany firmie Microsoft, gdy Jonathan dołączył do firmy.

Rozszerzenie pliku CAB jest również używane w wielu instalatorach (InstallShield i innych), aczkolwiek nie zawsze jest to ten sam format.

## Rozszerzenie pliku
- .cab
- jednoplikowe archiwa CAB mają rozszerzenie takie samo, jak spakowany plik, z ostatnią literą zamienioną na znak podkreślenia

## KodMIME
- application/x-cab-compressed